# حشمت أباد (هريس)
حشمت‌ أباد هي قرية في مقاطعة هريس، إيران. في تعداد عام 2006، لوحظ وجودها، ولكن لم يتم الإبلاغ عن سكانها.